# Скаржинь
Скаржинь (пол. Skarżyń) — село в Польщі, у гміні Влошаковиці Лещинського повіту Великопольського воєводства.
Населення — 67 осіб (2011).
У 1975-1998 роках село належало до Лешненського воєводства.

## Демографія
Демографічна структура станом на 31 березня 2011 року:
|          | Загалом | Допрацездатний вік | Працездатний вік | Постпрацездатний вік |
| -------- | ------- | ------------------ | ---------------- | -------------------- |
| Чоловіки | 27      | 5                  | 18               | 4                    |
| Жінки    | 40      | 9                  | 23               | 8                    |
| Разом    | 67      | 14                 | 41               | 12                   |